# Vincent (Ohio)
Vincent é um lugar designado pelo censo localizado no condado de Washington no estado estadounidense de Ohio. No Censo de 2010 tinha uma população de 339 habitantes e uma densidade populacional de 340,86 pessoas por km².

## Geografia
Vincent encontra-se localizado nas coordenadas 39° 22′ 31″ N, 81° 40′ 16″ O. Segundo o Departamento do Censo dos Estados Unidos, Vincent tem uma superfície total de 0.99 km², da qual 0.99 km² correspondem a terra firme e (0.26%) 0 km² é água.

## Demografia
Segundo o censo de 2010, tinha 339 pessoas residindo em Vincent. A densidade populacional era de 340,86 hab./km². Dos 339 habitantes, Vincent estava composto pelo 95.87% brancos, 2.95% eram afroamericanos, 0.59% eram amerindios, 0% eram asiáticos, 0% eram insulares do Pacífico, 0% eram de outras raças e 0.59% pertenciam a duas ou mais raças. Do total da população 2.06% eram hispanos ou latinos de qualquer raça.